# 월경통
월경통(dysmenorrhea, period pain, painful periods, menstrual cramps) 또는 생리통(生理痛, 달거리통; 문화어: 달거리아픔) 또는 월경 곤란증(月經 困難症)은 생리전 증후군과 월경 중 요통, 하복부 통증, 구토, 설사, 두통 등 여러 고통이 동반된다. 증상의 정도는 사람마다 다르며 심하면 일상생활의 어려움을 느낀다.
골반 장기에 이상이 없는데 아프면 원발성 생리통, 그렇지 않고 실제로 골반 장기에 이상이 있어서 아픈 경우엔 속발성 생리통이라고 한다. 초경을 시작하는 10~15세에 생리불순과 생리통이 심하다. 여성은 30년 이상 생리를 하게 되며 45~55세가 되면 폐경기에 접어든다.

## 진단
산부인과 자궁초음파 검사(실비보험에서 보장가능)가 가능하지만 해당 검사만으로는 원인을 알기 어렵다.

## 관리
- 아랫배를 따뜻하게 하고, 따뜻한 차나 음료를 마신다.

- 면생리대 사용을 권고한다. 평소 운동과 건강한 식습관으로 생리통을 예방한다.

- 그래도 아프다면 약을 먹는게 좋다. 그날엔, 게보린, 생리통 약, 약국에서 쉽게 구매할 수 있는 약 등 을 추천한다.

- 관련 의료기기로는 '생리통치료기'가 있다.

### NSAIDs
비스테로이드 항염증제(NSAIDs)는 원발성 월경곤란증의 통증을 완화시키는데 효율적이다.